# Аристотел (площад в Солун)
„Аристотел“ (на гръцки: Πλατεία Αριστοτέλους) е главният площад в центъра на град Солун, Гърция. Предишното име на площада е „Александър Велики“.
Дизайнът му, както и архитектурата на околните сгради, са дело на френския архитект Ернест Ебрар. Проектиран е през 1918 година, скоро след големия пожар от 1917 година, унищожил почти целия град. Погледнат отгоре, площадът има форма на бутилка. По-голямата част от площада е построена през 1950-те години. Строежът на площада завършва в 1950 – 1960 година.
На него са разположени известни солунски хотели, множество магазини, кафенета и офис-сгради. Мястото е пешеходна зона, по която са обособени места за почивка с пейки и аранжирани градини с цветя. На площада е поставена бронзова статуя на старогръцкия философ Аристотел.
По традиция много туристи докосват палеца на крака на скулптурата и на това място бронзът вече е изтъркан. Там се празнуват някои от важните събития в града - Великден, посрещането на Нова година и други. Площадът граничи с крайбрежната улица, на която е разположена Бялата кула, символ на града, а близо до него се намират пристанището, солунският пазар, някои исторически обекти и църкви от римско време.